# Al Ikhwān
Al Ikhwān är öar i Egypten, på gränsen till Saudiarabien.   De ligger i guvernementet Al-Bahr al-Ahmar, i den östra delen av landet, 600 km sydost om huvudstaden Kairo.